# オメガラビリンスZ
『オメガラビリンスZ』（ω Labyrinth Z）は、ディースリー・パブリッシャーより2017年7月6日に発売されたゲームソフト 。
対応ハードはPlayStation 4、PlayStation Vita（PlayStation Vita TV）でクロスセーブにも対応。

## 概要
美少女のおっぱいをテーマにしたお色気要素満載のローグライクRPG『オメガラビリンス』の続編。ダンジョン内のショップやアイテムをしまう巾着、温泉、拠点の施設の設置などの新システムが導入されている。
通常版の他に限定版も発売された。

## ストーリー
アンベリール女学園には手にした者の願いを叶える「聖杯」の伝説があった。聖杯は学園の洞窟の奥深くにあるが、その洞窟は創立記念日にしか開かないという。
前作『オメガラビリンス』において、朱宮愛那という生徒がその聖杯を手にしたものの、破壊されてしまった。それから数か月が経過し、再び聖杯を巡る戦いが始まる。

## ゲームシステム
ゲームはおおまかに学園パートとダンジョンパートに分けられる。学園パートではダンジョンに潜るための準備を行う。ダンジョンパートではモンスターの出現するダンジョンの奥深くに潜り、目的の達成を目指す。
ダンジョンに入る時はレベルは1から始まる。ダンジョンは自動生成で、迷路の形状、落ちているアイテムなどは毎回異なる。ダンジョン内でHP（ヒットポイント、キャラクターの体力を表す）が0になると、所持しているアイテムを全て失ってしまう。モンスターを倒すと経験値とωパワーを入手できる。経験値は一定値溜まるとレベルアップし、キャラクターの能力が上昇する。ターン経過により満腹度が減少する。満腹度が0になるとターン経過でHPが低下するようになる。
ωパワー
本作独自の要素で女子力を表す。これが一定値溜まるとおっぱいが大きくなり、レベルとは別に能力がアップする。バストカップサイズが上がるとHPが全快し、「発胸モード」を発動できるようになる。「発胸」モードを発動すると一定時間、能力値が2倍になる。前作は最大でKカップまでだったが、本作ではZカップにまで成長する。Zカップになると、「ハイパーω斬り」が使用できる。この技は前方3×10マスの敵に大ダメージを与え、同時に床に設置されている罠とアイテムも破壊する。ただし、使用するとおっぱいは初期カップに戻ってしまう。
ダンジョンから出るとおっぱいは元のサイズに戻るが、ωパワーは学園内で通貨として使用でき、購買部でアイテムの購入に使用できる。
巾着
本作より新たに導入されるアイテムカテゴリーで、他のアイテムを入れる事ができる（トルネコシリーズにおける「壺」に相当）。「保存の巾着」は自由にアイテムを出し入れできるが、その他の巾着はアイテムを入れた後は、壁に投げないと中のアイテムを取り出せない。「ωの巾着」は中に入れたアイテムがωパワーに変換される。「ロッカーの巾着」は入れたアイテムが学園のロッカーに転送される。
温泉
ダンジョン内に設置されている回復施設。入るとサービスカットの演出が入り、体力が全回復する他、状態異常を防ぐ効果など様々な特殊効果を得ることができる。
ベローナGPS
購買部でアイテムにつけることができるGPS。GPSを付けたアイテムはダンジョン内で失ったとしても、購買部に戻ってくる。ωパワーで購入することができる。
マイク
使用するとキャラクターソングを歌い、使用したフロアにいる間は命中率が100％になる。
鑑定
ダンジョン内で拾った未確定アイテムをおっぱいに挟むことで鑑定する。ωパワーを消費する。

## 登場人物
前作の登場キャラクター
茜崎莉央（あかねざきりお）
声 - 福原綾香
誕生日12月31日。身長164cm、バストＧカップ、スリーサイズB98/W62/H88。
本作のもう一人の主人公。おっぱいはGカップで愛那とは逆に大きな胸にコンプレックスを持っている。髪は紫色で腰まで届くロングヘア。校則や教師に反発しており、青い制服を着ている。
「美の聖杯」を使って自分の胸を小さくしようとしていたが、聖杯を愛那に壊されたことを知り、凄まじい敵意を向ける。一方で聖杯復活の方法を探るため、単独で迷宮に赴く。
アンベリール女学園きっての問題児で、生徒会長の白銀美玲は莉央を嫌っている。
瑠璃川うらら（るりかわうらら）
声 - 小倉唯
誕生日8月15日。身長143cm、バストＡカップ、スリーサイズB69/W54/H71。
莉央を慕うアンベリール女学園の1年生。
莉央の唯一（？）の友達。
まるで人形のように可憐で愛らしい外見を持つ美少女。容姿に加え、言動や行動が子供っぽいのでよく小学生に間違われている。
いじめられる事で快楽を得る重度のドＭ。
前作で「美の聖杯」を破壊した張本人であり、そのために下記の茜崎莉央から敵意と憎悪を抱かれていることは知る由も無い。

## 販売

### 北米・欧州における販売中止
本作は2018年初頭に北米と欧州でPQube Gamesから発売される予定だったが、2018年2月にオーストラリア等級審査委員会（ACB）が審査拒否（国内発売禁止）処分を下したほか、ドイツのソフトウェア事前審査機構（USK）も審査を拒否しており、さらに同年3月には汎欧州ゲーム情報(PEGI)の一員であるビデオ規格委員会（VSC）からの審査拒否によりイギリス国内でも発禁処分が下されたため、これらの国での販売が不可能となった。
VSCは声明の中で、本作はヌードをはじめとする過激な性表現を含んでおり、学校を舞台に年若い少女たちが多数登場することから、子どもを性的な対象にしていると指摘している。また、ローグライクRPGである本作の内容が18歳以下の子どもを魅了する可能性があり、作中の性的表現を一般的なものだと誤解するおそれがある点についてもVSCは指摘している。
One Angry GamerのBilly Dは、今回の審査拒否は、ゲーム内での性的表現への糾弾の影響によるものだと推測している。
これら審査機関の動向に加え、プラットフォーマーとしてのSIEの意向も加わり、PQubeは北米・欧州における本ソフトの発売を断念することになった。